# Lene Tingleff
Lene Tingleff (født 2. marts 1968) er en tidligere dansk atlet medlem af Sparta Atletik. Hun var dansk mester i 1500 meter i 1994.

## Danske mesterskaber
- Guld 1994 1500 meter 4,44,49